# Buřňák sněžní
Buřňák sněžní (Pagodroma nivea) je středně velký bílý pták, který hnízdí jen na pobřeží Antarktidy u ostrovů Jižní Shetlandy a Jižní Georgie. Buřňák sněžní má černý zobák a černě zbarvené nohy, velikostí se podobá holubům. Tito ptáci jsou vynikající letci a vyskytují se až 200 km daleko od pobřeží.